# Siedliszcze Wielkie
Siedliszcze Wielkie (ukr. Великі Селища) – wieś na Ukrainie w rejonie bereźneńskim obwodu rówieńskiego.
Znajduje się tu cerkiew parafialna pw. Opieki Matki Bożej, należąca do dekanatu bereźnieńskiego eparchii sarneńskiej Ukraińskiego Kościoła Prawosławnego Patriarchatu Moskiewskiego.